# 卢木斋
卢木斋（1856年—1948年8月），名靖，字勉之，号木斋，以号行，湖北沔阳人，著名实业家、教育家，私立南开大学早期建校的资助人之一。卢木斋将兴办实业的全部财产用于发展教育事业，先后捐资兴办了卢氏蒙养院、木斋小学、木斋中学、南开大学木斋图书馆等。

## 生平
1856年出生在湖北沔阳的一个落败的书香世家。曾任河北赞皇、南宫、定兴、丰润等县知县。卢靖曾先后主持建立了直隶图书馆、保定图书馆和奉天图书馆。
卢木斋在天津开办了涵盖各阶段教育的新式学校——木斋学校，包括幼儿园、小学、中学，惟兴办大学的计划未能实现。
1923年，南开大学迁往八里台新址，但资金短缺，尚无条件修建图书馆，设在科技馆思源堂内的图书馆不能满足需要。1927年2月，卢靖从老友严修处得知此情，慨然允诺捐出10万元，为南开大学建筑一座独立的图书馆。该图书馆于当年5月兴工，次年10月完工，后被命名为木斋图书馆。国民政府因此为卢木斋颁发一等奖状。
经过长期筹备，卢靖于1936年在北平创办私立木斋图书馆，馆址今为民族文化宫。1948年他将该馆（包括古籍20余万卷）捐献给清华大学。此外，他还捐建北京大学数学研究所等。
卢木斋去世前定下遗嘱，遗产不留子女，全部捐于教育事业。1951年，战后迁回天津复校的南开大学在木斋图书馆原址上重建该图书馆，卢木斋先生的后人遵其遗愿再度捐资。

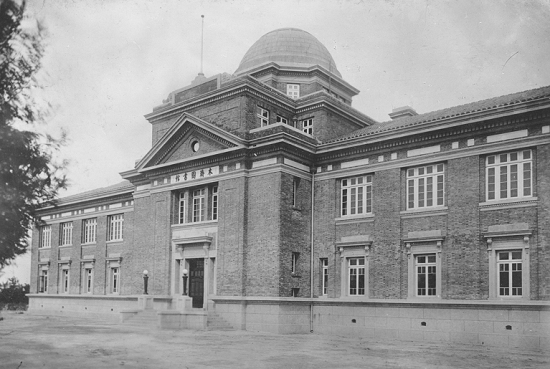
卢木斋向私立南开大学捐建的木斋图书馆

## 著作
- 《火器真诀释例》

## 家庭
- 弟弟：卢弼，清末民初官员、历史学家。
- 侄子：黄钰生，中国教育学家，图书馆学家。
- 外孙：娄成后，中国科学院院士。